# Basttjärnsrönningens naturreservat
Basttjärnsrönningens naturreservat är ett naturreservat i Nordanstigs kommun i Gävleborgs län.
Området är naturskyddat sedan 2015 och är 178 hektar stort. Reservatet består av granskog med lövträd, myrar och mindre vattendrag. 